# Homoneura diversa
Homoneura diversa är en tvåvingeart som först beskrevs av Kertesz 1913.  Homoneura diversa ingår i släktet Homoneura och familjen lövflugor. Inga underarter finns listade i Catalogue of Life.